# Maciste l'uomo più forte del mondo
Maciste l'uomo più forte del mondo è un film peplum del 1961 diretto da Antonio Leonviola (accreditato col solo cognome).
È il secondo film su Maciste del periodo sonoro, seguito di Maciste nella Valle dei Re.

## Trama
La città di Aran è distrutta da una razza di individui chiamati "uomini talpa". Maciste intende vendicare la morte del re e liberare Loth, principe ereditario catturato dagli uomini-talpa e reso schiavo. Insieme all'amico nero Bango, Maciste inizia a cercare il popolo misterioso, ma quando lo trova non riesce a prevalere e viene catturato. Vengono portati come schiavi nella città sotterranea ma riescono a fuggire. Successivamente Maciste fa ritorno nel regno sotterraneo e dopo aver combattuto più volte contro i nemici approfitta della sua forza sovrumana per far crollare i sostegni della volta della città, seppellendo vivi tutti i suoi abitanti. Gli uomini di Aran riescono a mettersi in salvo e ritornati liberi si adoperano per ricostruire la loro città, mentre Maciste rinuncia alla gloria per partire verso nuove avventure e nuove imprese.

## Critica
(Fantafilm)